# Сигуатера
Сигуатера, или чигуатера (исп. ciguatera), — заболевание, возникающее при употреблении в пищу некоторых видов рифовых рыб, в тканях которых содержится особый биологический яд — сигуатоксин.

## История
Данная патология издавна была известна в тропических регионах. В VII веке китайский врач времён династии Тан Чен Цан-Ши описал случай смертельного отравления после употребления в пищу желтопёрого каранкса. Около 1520 года летописец Испанского двора Педро Мартире Д’Ангера делает запись об отравлениях морской рыбой, имевших место во время экспедиций Колумба, Васко да Гамы, Магеллана.
В 1601 году Хэрменсен описал подобный случай на Маврикии, а в 1609 году де Кирос — на Новых Гебридах. В 1675 году английский философ Джон Локк дал первое подробное клиническое описание этого вида отравлений на Багамских островах.
Наконец, в 1866 году кубинский врач Фелипе Поэй использовал термин «сигуатера» для описания отравления при попадании в организм моллюсков, которые на Кубе называются cigua.

## Этиология и патогенез

Химическая структура сигуатоксина-CTX1B

Заболевание вызывается употреблением в пищу рифовых рыб, в которых накапливается токсин, выделяемый динофлагеллятами вида Gambierdiscus toxicus, обитающих в тропических и субтропических водах. Эти организмы живут рядом с кораллами, водорослями и морскими растениями, где они становятся пищей для растительноядных рыб, которыми в свою очередь, питаются крупные хищные рыбы, такие как барракуды, морские окуни, мурены, и т. д. Рыбы и моллюски намного менее чувствительны к яду, чем теплокровные. Сигуатоксин очень термостоек, так что обычная кулинарная обработка не может устранить его из продуктов.
Попавший в организм токсин селективно нарушает функцию натриевых каналов в мембранах нервных и мышечных клеток, влияет на передачу сигнала в синапсах.

## Эпидемиология
Заболевание в основном регистрируются в тропических и субтропических районах мира, таких как Карибское море, Индийский океан, Тихий океан и, в последнее время, в восточной части Атлантического океана. Некоторые случаи в Европе были связаны с импортированной рыбой из эндемичных регионов Индийского океана.

## Клиника
Заболевание развивается через 1-6 часов после употребления рыбы. Преобладают симптомы со стороны желудочно-кишечного тракта, такие как боли в животе, рвота, диарея, но могут быть и неврологические расстройства, в том числе онемение языка и губ, зуд, светобоязнь, металлический вкус во рту, инверсия ощущений тепла и холода . Однако в редких случаях могут иметь место нарушения со стороны дыхательной и сердечно-сосудистой систем, которые могут привести к смерти.

## Лечение
Специфического лечения нет. При необходимости проводятся детоксикация и регидратация, оказывается симптоматическая терапия.